# Ludo (fietsmerk)
Ludo is een Belgische fietsfabrikant met als fietsenmerk Granville, met vestigingsplaats in Kortenberg. Frans Huygens (1913-1980) startte het bedrijf in 1928, met enkel de productie van de fietskaders. Huygens had ervaring opgedaan in een ander bedrijf, dat onder meer de fietsen voor Poeske Scherens leverde. In 1952 begon hij zelf volledige fietsen te bouwen, onder de merknaam Ludo, de voornaam van Frans' zoon (1946). In 1956 werd een nieuwe loods van 800 m² aan de toenmalige fabriek toegevoegd. In 1975 betrekt de firma zijn huidige locatie in het westen van Kortenberg met een hal van 6000 m², in 1989 aangevuld met een bijkomende hal van 2000 m². Ludo, actief in het bedrijf sinds 1967, werd in 1993 opgevolgd door Johan Huygens, kleinzoon van de stichter.
Sinds 2000 gebruikt het bedrijf Granville als nieuwe merknaam en worden geen Ludo fietsen meer gemaakt. Het bedrijf levert de fietsen voor bpost, importeert Scott materiaal en profileert zich als leverancier van mountainbikes. In 2007 wordt aan de site terug een nieuwe bijkomende fietsfabriek toegevoegd.
In 1955 werd Stan Ockers wereldkampioen op de weg bij de elite in Frascati met een Ludo fiets. In 1964 werd Eddy Merckx wereldkampioen bij de amateurs op een fiets met Ludo-frame. In de jaren 70 sponsorde de firma de MIC ploeg en leverde ook fietsen aan de renners waaronder Herman Vanspringel, Eric Leman en Georges Pintens. In 1977 wordt Ronny Van Holen wereldkampioen bij de junioren met een fiets van het bedrijf.